# Miljoenen
Miljoenen is een lied van het Nederlandse dj- en rapduo Dirtcaps en de Nederlandse rapper Jebroer. Het werd in 2014 als single uitgebracht.

## Achtergrond
Miljoenen is geschreven door Tim Kimman, Tim Haakmeester, Max Oude Weernink en Danny Groenenboom en geproduceerd door Dirtcaps. Het is een nummer dat past in de genres trap en nederhop. In het lied zingt Jebroer over zijn successen en zijn dromen. De single heeft de gouden status in Nederland.
Van het nummer zijn meerdere remixes bekend. Deze zijn onder meer gemaakt door Paul Elstak en Beatcrooks.

## Hitnoteringen
De artiesten hadden weinig succes met het lied in Nederland. Het had geen notering in de Single Top 100 en ook de Top 40 werd niet bereikt; het lied bleef steken op de vijftiende plaats van de Tipparade.